# Varėna
Varėna ( escoltar (?·pàg.)) és una ciutat de Lituània de la regió de Dzūkija al comtat d'Alytus.

## Història

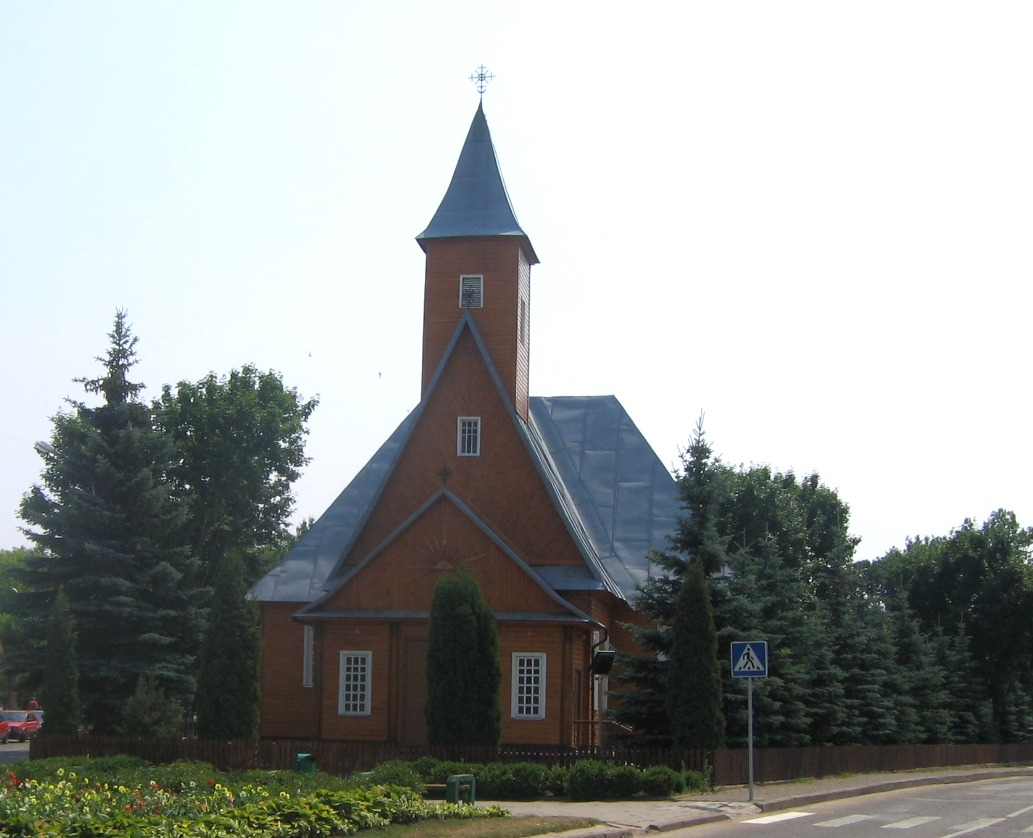
Església de Varėna

La ciutat va ser fundada el 1862 a prop de la via ferrèa Varsòvia - Sant Petersburg, a 4 km al sud de Sena Varėna. En aquest moment era un petit assentament, però després d'un desenvolupament estable, amb el temps va esdevenir el centre del districte el 1950. En el període d'entreguerres, la ciutat va ser annexada per Polònia. Es troba prop de la frontera de Polònia i Lituània, en el comtat de Vilna-Troki del Voivodat de Vílnius. Després de l'atac conjunt nazi i soviètic a Polònia, Varėna va ser presa per Lituània.
Després de la dècada de 1970 la ciutat va créixer ràpidament amb la industrialització. Ara com ara hi ha 9.240 residents a Varėna. El districte municipal de Varėna és la regió més gran i boscosa a Lituània.
El 1946 al voltant de 2000 polonesos es van veure obligats a partir cap a Polònia.

## Personatges
El pintor i compositor Mikalojus Konstantinas Čiurlionis va néixer a Senoji Varėna el 1875.